# Spolí (Neveklov)
Spolí je malá vesnice, část města Neveklov v okrese Benešov. Nachází se asi 1,5 km na jihozápad od Neveklova. Prochází zde silnice II/105. V roce 2009 zde bylo evidováno 14 adres. Osadou protéká Tloskovský potok, který je levostranným přítokem Janovického potoka. Spolí leží v katastrálním území Zádolí u Neveklova o výměře 4,64 km².

## Historie
První písemná zmínka o vesnici pochází z roku 1285.
Za druhé světové války se ves stala součástí vojenského cvičiště Zbraní SS Benešov a její obyvatelé se museli 31. prosince 1943 vystěhovat.